# Pavol Rusko
Pavol Rusko (* 20. srpna 1963, Liptovský Hrádok, Československo) je bývalý slovenský politik, který zastával funkce předsedy politické strany Aliancia nového občana (zkr. ANO), poslance Národní rady Slovenské republiky, místopředsedy vlády a ministra hospodářství Slovenska. V letech 1995 až 2000 byl generálním ředitelem TV Markíza.
V říjnu 2017 byl obviněn z toho, že si v roce 1997 objednal vraždu své společnice z Markízy Sylvie Volzové. K činu nakonec nedošlo, Rusko vinu popírá.

## Život
Pavol Rusko se narodil v Liptovském Hrádku, v letech 1981 až 1987 vystudoval žurnalistiku na Filozofické fakultě Univerzity Komenského v Bratislavě a získal titul PhDr, od roku 1985 pracoval ve Slovenské televizi, nejdříve jako sportovní redaktor, od roku 1989 pak jako vedoucí odboru výzkumu programu, vedoucí vysílacího centra a později jako náměstek ústředního ředitele. V roce 1994 přešel z STV do bratislavské firmy Lottop, kde působil až do roku 1996. Od roku 1995 byl generálním ředitelem a také majitelem slovenské soukromé televize Markíza, v letech 2000 až 2002 pak předseda rady majitelů STS Markíza.

### Politická kariéra
V roce 2001 založil stranu Aliancia nového občana, předsedou strany byl až do roku 2007. Od roku 2002 do 24. září 2003 působil jako poslanec a místopředseda Národní rady Slovenské republiky.
Od 24. září 2003 do 24. srpna 2005 byl místopředsedou vlády a ministrem hospodářství Slovenské republiky. Po vypuknutí Kauzy Směnky týkající se nejasností okolo směnek na sumu přibližně 100 miliónů slovenských korun, kterou si Pavol Rusko půjčil už jako ministr od podnikatele podnikajícího v jeho resortu, byl odvolaný z funkce na návrh předsedy vlády Mikuláše Dzurindy. Následně jeho strana ANO přestala být členem vládní koalice. Důsledkem byla parlamentní krize v září 2005, kdy slovenský parlament déle než týden nebyl snášeníschopný. Kauza zároveň způsobila rozkol v straně. Proti Pavlu Ruskovi se postavili ministři za ANO i většina poslaneckého klubu ANO. Delegáti mimořádného kongresu ANO v Žilině je (pět místopředsedů a poslanců) následně ze strany vyloučili.
Od 24. srpna 2005 byl opět poslancem Národní rady Slovenské republiky (uplatnil svůj poslanecký mandát).
V roce 2012 byl obviněn z podvodu v kauze Gorila v souvislosti s prodejem Paroplynového cyklu. O osm dní později bylo obvinění prokuraturou zrušeno.

### Obvinění z vraždy
V říjnu 2017 byl Rusko obviněn z toho, že si v roce 1997 objednal vraždu své společnice z Markízy Sylvie Volzové, se kterou měl spory. K činu nakonec nedošlo, Rusko vinu popírá.

## Osobní život
Pavol Rusko je ženatý, s manželkou Vierou má dvě děti.